# Milionia lativitta
Milionia lativitta är en fjärilsart som beskrevs av Moore 1872. Milionia lativitta ingår i släktet Milionia och familjen mätare. Inga underarter finns listade i Catalogue of Life.